# Carl Junker (Historiker)

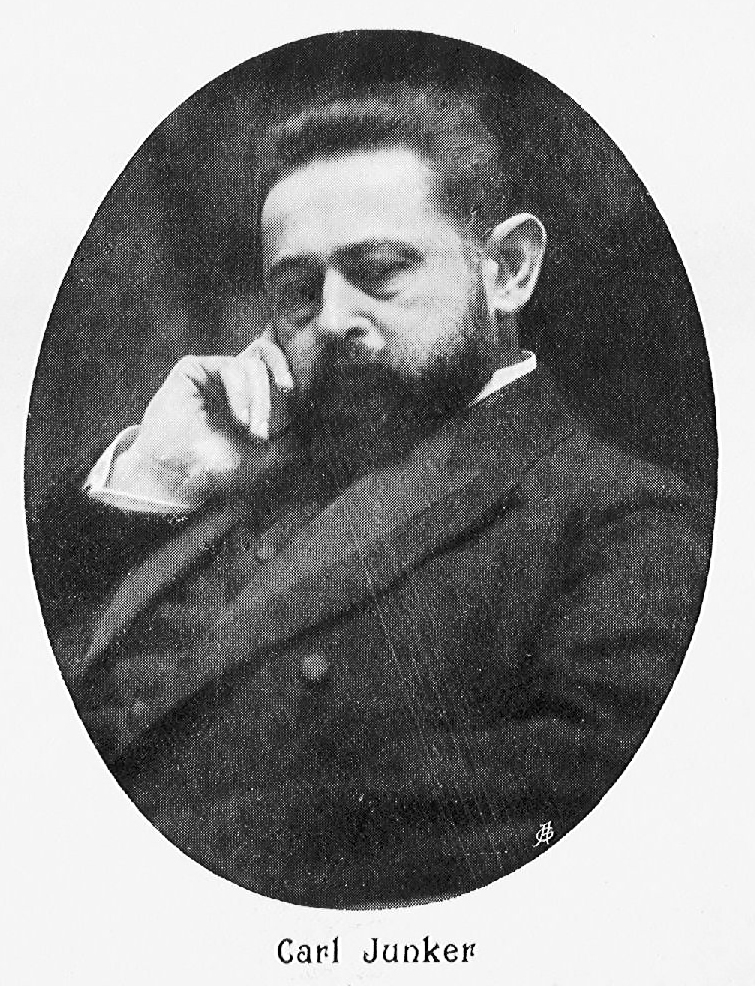
Carl Junker (vor 1911)

Carl Junker (* 10. August 1864 in Wien; † 29. März 1928 ebenda) war ein österreichischer Journalist und Syndikus des Vereines der österreichisch-ungarischen Buchhändler und Historiker (Verlagsgeschichte, Buchhandel, verwandte Gebiete).

## Leben
Carl Junker stammte aus dem gebildeten und wohlhabenden österreichischen Bürgertum des 19. Jahrhunderts; sozial ist er in der Grenzzone zur sogenannten “Zweiten Gesellschaft” anzusiedeln. Bei dieser handelte es sich um Personen, die weder zum Adel (der „Ersten Gesellschaft“) noch zum „Volk“ im landläufigen Sinne gehörten. Es waren geadelte Wirtschaftstreibende, Beamte, Künstler, Offiziere und Angehörige der freien Berufe, die trotz erfolgter Nobilitierung in ihrer Mentalität und in ihrem Sozialverhalten zumeist Bürgerliche blieben: Die österreichische Zweite Gesellschaft bildete vor allem ab der Mitte des 19. Jahrhunderts die Elite des aufsteigenden, teilweise liberalen Bürgertums. Sein Vater, Karl Ferdinand Rainer Junker (* 18. Juni 1826 in Saubersdorf), war vom Beruf Zivilingenieur. Seine Mutter war Susanna Theresia Maria geb. Gutherz (* 15. Februar 1841 in Wien). Die Eltern heirateten am 9. April 1860 im Stephansdom. Er selbst wurde am 23. August 1864 in der Rochuskirche getauft.
Carl Junker wurde bis zu seinem 14. Lebensjahr in einer evangelischen deutschen Schule in einem deutsch-nationalen Geist erzogen, der den Katholizismus (besonders den Jesuitismus) und die habsburgisch-barocke Staatstradition ablehnte. Gleichwohl legte Junker in Österreich die Matura ab und begann mit 20 Jahren, dem Rat seines als Juristen tätigen Vormundes folgend, das Studium der Rechtswissenschaften an der Universität Wien. Dennoch interessierte sich Junker statt für die Juristerei, mehr für die Philosophie, Literatur, Geschichte und Kunstgeschichte. Junker inskribierte Vorlesungen mit diesen Inhalten an der philosophischen Fakultät. Unklar ist, ob Junker den formalen Abschluss seines Studiums erreicht hat.
Junker hätte ohne weiteres als zwar nicht reicher, aber doch wohlhabender „Privater“ in der Reichshaupt- und Residenzstadt Wien leben können. Quellen belegen, dass er um 1890 rund 1800 fl. (Gulden) an jährlichen Einkünften zu verzeichnen hatte (zum Vergleich: eine mehrköpfige Facharbeiterfamilie musste um 1890 mit rund 400 bis 500 fl. jährlich das Auslangen finden).
Junker wurde zum österreichischen (ehrenamtlichen) Sekretär des Institut International de Bibliographie bestellt. Bald folgte Publikation auf Publikation. Ferner trat er im Jahr 1897 seine Lebensstelle als Syndikus des Vereins der österreichisch-ungarischen Buchhändler an, die er, von einer Unterbrechung in den Jahren 1902–1904 abgesehen, bis 1921 bekleidete. Heute könnte diese Position mit „Generalsekretär des Hauptverbandes des österreichischen Buchhandels“ bezeichnet werden. Dieser Verein war eine auf freiwilliger Mitgliedschaft beruhende Interessenvertretung der österreichisch-ungarischen Buchhändler und Verleger; er kann funktional – freilich nicht hinsichtlich seiner Durchschlagskraft – zum Beispiel mit dem Industriellenverein verglichen werden. Junker hatte das Tagesgeschäft zu führen, standes- und wirtschaftspolitisch zu agieren und gewiss auch Lobbying zu betreiben (da er gute Kontakte in der Wiener Gesellschaft hatte, war ihm dies leichter möglich als anderen). Er musste eine wöchentlich erscheinende Zeitschrift des Vereins redigieren und dem Vereinsvorstand unterstützend zur Verfügung stehen. Seine täglichen Bürozeit war von 8 Uhr 30 bis 13 und von 15 bis 19 Uhr. Junker fand noch Zeit, sich folgenden Aufgaben und Themen zu widmen: Neuordnung von Archiv und Bibliothek des Vereins, Dezimalklassifikation, Erstellung von Bibliographien, Buchhandels-, Verlags- und Mediengeschichten. Darüber hinaus verfasste er eine Reihe weiterer Arbeiten (aktuelle Probleme der Branche, Militaria, Stadtgeschichten: Wiener Neustadt und Wels). Vollends widmen konnte sich Junker diesen Arbeiten nach dem Jahr 1921, als er sich aus dem Berufsleben zurückzog. Er war bis zu seinem Tod Mitarbeiter bei einem Dutzend von Zeitschriften und Zeitungen. Bedauernd wird in manchen Nachrufen angemerkt, dass Junker bedeutendere Positionen erreichen hätte können, wenn er nur gewollt hätte. Sein Nonkonformismus äußerte sich auch darin, dass Junker bestimmte, seinen Leichnam einzuäschern. Diese damals noch nicht weit verbreitete Bestattungsart schockierte viele Personen seiner sozialen Bezugsgruppen. Zudem verzichtete Junker damit implizit auf die real vorhanden gewesene Chance, ein Ehrengrab zu erhalten.

## Werke
- Carl Junker: Das Haus Gerold in Wien 1775–1925. Gerold, Wien 1925 (Digitalisat auf uni-duesseldorf.de; ebenso PDF, S. 203–236 auf fwf.ac.at).
- Murray G. Hall (Hrsg.): Carl Junker. Zum Buchwesen in Österreich. Gesammelte Schriften (1896–1927) (= Buchforschung. Beiträge zum Buchwesen in Österreich. Band 2). Edition Praesens, Wien 2001 (PDF auf fwf.ac.at).